# Jean Fourton
Pour les articles homonymes, voir Fourton.
Jean Fourton, né en 1934 au Puy en Velay, est un écrivain, humaniste, psychanalyste et peintre français.

## Biographie
Jean Fourton a passé une partie de ses jeunes années en Amérique du Nord. À son retour en France, il est journaliste de langue française et anglaise.
 En 1958, il écrit et publie une Encyclopédie de la décentralisation, en deux tomes de 400 pages, sous le patronage officiel du Ministère de la Reconstruction. Il fonde également une imprimerie puis une maison d’édition, écrit U. S… et coutumes en France, publié aux Éditions Rabelais, illustré par Bernard Aldebert, une charge satirique sur les Américains en France. En 2012, il publie un livre sur le lien de Freud avec l'ordre maçonnique du B’nai B’rith, Freud franc-maçon et proposant un nouvel éclairage sur la vie et l'œuvre du créateur de la psychanalyse. 
Jean Fourton a des charges de cours dans plusieurs universités[réf. souhaitée], comme professionnel de techniques de communication, puis suit des séminaires à l’École pratique des hautes études dont il est diplômé, en psychopathologie et psychiatrie sociales. Il soutient une thèse en sciences de l'éducation à l'université Paris-8, en 1975, intitulée « L’Agressivité dans l’image ».
 Il fait une psychanalyse avec Jacques Lacan, au début des années 1970 et est admis à l’École freudienne de Paris. Il devient psychanalyste et le restera pendant une quarantaine d’années, notamment à Limoges. Il exerce trois métiers : psychanalyste, auteur et plasticien.
Jean Fourton n'exerce plus que comme plasticien, parfois, avec de rares expositions d’œuvres de format monumental, influencé par Pierre Soulages. Il expose pour la première fois à Paris en 1987. Il s’intéresse à la tapisserie d'Aubusson, comme créateur-cartonnier, et invente le procédé des vitraux-tapisseries[réf. souhaitée] pour le mémorial des déportations au Margeleix, à Puy-Malsignat et pour la chapelle du XIIe siècle de Domeyrot en Creuse, dans un hommage à Léonard de Vinci. Certaines de ses œuvres sont conservées au musée départemental de la tapisserie d'Aubusson et à Paris au musée de la franc-maçonnerie.

### Distinctions
- 1957-1967 : conseiller municipal de Châteauroux
- 2000 : chevalier de l’ Ordre du Mérite[6]
- 2024 : remise du prix de La plume d'argent pour l'ensemble des contribution de Jean Fourton à la revue "Le mérite"
- 2024 : Inauguration du don de Jean Fourton de l'Oeuvre monumentale "Le retour des possibles" à L'IUT de Tours

## Publications
- Agressivité utile ou dangereuse, Éditions Tête de Feuilles, 1972
- L’Amour de la psychanalyse, Éditions Lucien Souny, 1984
- Surfaces à émouvoir,  Éditions Clef, 2000
- Freud franc-maçon, Éditions Lucien Souny, 2012
- Le Journal d'une Exposition : récit : Dans l'oeil du tableau, l'artiste mis à nu, 2020